# Eva Hürlimann
Eva Hürlimann (* 27. Januar 1983 in Bern) ist eine Schweizer Ultratriathletin und Multisportlerin.

## Werdegang
Eva Hürlimann betrieb als Mädchen acht Jahre lang Eiskunstlauf und spielte in ihrer Jugend Unihockey. Im Alter von 18 Jahren trat sie einem Triathlonclub bei und startete mit 20 Jahren bei ihren ersten Triathlon-Wettkämpfen. 2007 musste sie verletzungsbedingt pausieren.
2016 holte die diplomierte Pflegefachfrau nach einer fünfjährigen Mutterschaftspause (drei Kinder mit den Jahrgängen 2010, 2012, 2014) den Sieg bei ihrem ersten Start im Gigathlon Switzerland.
Im August 2018 erstellte die 35-Jährige beim «Swiss-Ultra-Quintuple one per Day» (fünffache Ironman-Distanz in fünf Tagen: 3,86 km Schwimmen, 180,2 km Radfahren und 42,195 km Laufen pro Tag) in Buchs einen neuen Weltrekord.
Im August 2019 stellte Hürlimann beim Swissultra-Triathlon in Buchs einen neuen Weltrekord beim Deca One per Day (zehn Ironmans in zehn Tagen) auf.
Sie unterbot die Zeit der Österreicherin Alexandra Meixner aus 2017 um mehr als elf Stunden.
Im Juli 2023 gewann Hürlimann in Lensahn den Triple Ultra Triathlon Lensahn und wurde Weltmeisterin.
Drei Wochen später pulverisierte sie den Weltrekord um mehr als sechs Stunden beim Triple One per Day in Buchs und siegte dort overall.
Eva Hürlimann lebt mit ihren drei Kindern in Krattigen.

## Sportliche Erfolge

### Ultratriathlon
| Jahr          | Platz | Wettbewerb                       | Austragungsort    | Zeit      | Bemerkung |
| ------------- | ----- | -------------------------------- | ----------------- | --------- | --- |
| 24. Juni 2024 | 2     | Weltmeisterschaft Ultratriathlon | Colmar            |           | Weltmeisterschaft über 5 × Ironman nonstop (Quintuple-Ultratriathlon: 19 km Schwimmen, 900 km Radfahren und 211 km Laufen) |
| 28. Juli 2023 | 1     | Weltmeisterschaft Ultratriathlon | Lensahn           | 38:18:34  | beim Triple Ultra Triathlon Lensahn                                                                                        |
| Aug. 2019     | 1     | Deca Ultratriathlon              | Buchs             | 138:21:02 | neuer Weltrekord beim 10-fachen Ironman (10 Ironmans in 10 Tagen)                                                          |
| Aug. 2018     | 1     | Quintuple Ultratriathlon         | Buchs             | 66:52:25  | neuer Weltrekord beim 5-fachen Ironman                                                                                     |
| 11. Juni 2017 | 1     | Doppelter Ironman                | Osterreich        |           | neuer CH-Rekord |
| 20. Mai 2006  | 2     | Ironman Lanzarote                | Puerto del Carmen |           | zweiter Rang Altersklasse 18–25                                                                                            |

### Multisport
| Datum/Jahr    | Rang | Wettbewerb               | Austragungsort | Zeit     | Bemerkung                                                                     |
| ------------- | ---- | ------------------------ | -------------- | -------- | ----------------------------------------------------------------------------- |
| 2018          | 3    | Gigathlon Switzerland    | Zürich         |          | Rennrad, Schwimmen, Laufen, Inlineskating und Mountainbike; hinter Nina Brenn |
| 3. Sep. 2017  | 1    | Gigathlon Czech Republic | Olšina         | 15:08:43 |                                                                               |
| 2017          | 2    | Gigathlon Switzerland    | Zürich         |          | hinter Nina Brenn                                                             |
| 12. Juni 2016 | 1    | Gigathlon Switzerland    | Erstfeld       | 26:14:42 | in der Gotthard-Region                                                        |